# Pipino il Breve
Pipino III detto il Breve (Jupille, 714 – Saint Denis, 24 settembre 768) è stato maggiordomo di palazzo di Neustria (741-751) e d'Austrasia (747-751), poi re dei Franchi (751-768). Fu il padre del futuro imperatore Carlo Magno.
Il papa lo incoronò re dei Franchi poiché, minacciato dall'avanzata dei Longobardi, ne aveva ottenuto la protezione, ricambiando in tal modo l'aiuto ricevuto da Pipino il Breve con un'incoronazione formalmente illegittima.

## Origine
Era il secondogenito di Carlo Martello (maggiordomo di palazzo di Austrasia e in seguito di tutti i regni dei Franchi) e di Rotrude di Treviri.

## Biografia

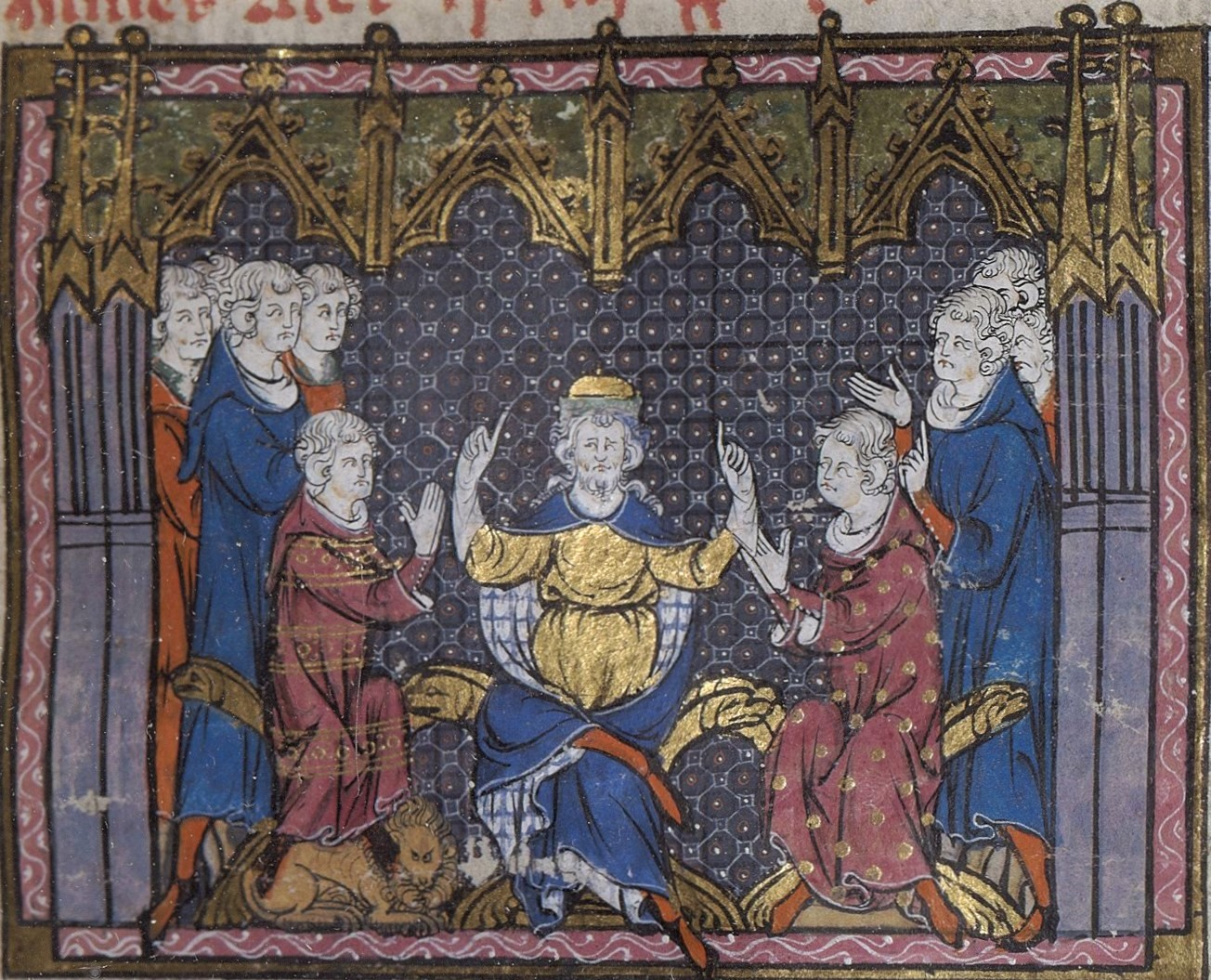
Carlo Martello divide il regno dei Franchi tra i figli maggiori, Carlomanno e Pipino III.

Pipino il Breve nel 736, assieme al padre Carlo Martello e al fratello maggiore Carlomanno, attraversò la Loira e, combattendo il duca d'Aquitania Unaldo, giunse alla Garonna, conquistò la città di Bordeaux e il castello di Blavia e riuscì ad assoggettare tutta la regione e a impossessarsene. Concesse però a Unaldo di governare il ducato in seguito al giuramento di fedeltà fatto a Carlo e ai suoi figli, Carlomanno e Pipino III.
Nel 741, il padre Carlo divise il regno in due parti: a Carlomanno, il primogenito, consegnò l'Austrasia, la Svevia - oggi denominata Alemannia - e la Turingia; al secondogenito, Pipino consegnò la Neustria, la Burgundia e la Provenza. In quello stesso anno, Carlo, assalito dalla febbre, morì.
Secondo gli Annales Mettenses il padre, Carlo, avrebbe voluto dividere il regno in tre parti, come richiesto dalla seconda moglie Swanachilde, ma - seguendo il parere dei Franchi, che consideravano il figlio di secondo letto, Grifone, illegittimo - Carlomanno e Pipino rifiutarono.
Grifone si ribellò ai fratellastri, per poter avere una parte o addirittura tutto il dominio paterno. Allora Carlomanno e Pipino radunarono l'esercito per catturare Grifone che, avuta la notizia, fuggì con la madre e si chiuse in Laudunum (l'attuale Laon), dove i fratellastri posero l'assedio. Vedendo che non poteva evadere dall'assedio, Grifone si consegnò ai fratellastri. Venne imprigionato da Carlomanno in un castello (Nova Castella) nelle Ardenne, vicino a Liegi, dove rimase sino al 747, l'anno in cui il fratellastro Carlomanno si recò a Roma.

### Maggiordomo di palazzo
Carlomanno e Pipino, dopo che il trono del regno dei Franchi era stato vacante per alcuni anni, decisero, alla fine del 741 o nel 742, di riconoscere come re il merovingio Childerico III, che secondo gli Annales Francorum Ludovici Dufour era parente del predecessore, Teodorico IV (forse fratello o figlio).
Nel 742, Carlomanno e Pipino andarono in Aquitania a combattere Unaldo, che dopo la morte di Carlo Martello non aveva mantenuto l'impegno di fedeltà ai suoi figli. Radunato l'esercito e passata la Loira ad Aurelianis, l'attuale Orléans, giunsero a Beturigas, l'attuale Bourges, che diedero alle fiamme. Proseguendo, sconfissero Unaldo e lo costrinsero a darsi alla fuga; durante l'inseguimento, conquistarono il castello e la città di Lucas, l'attuale Loches, risparmiando gli abitanti. Poi a Vetus-Pictavis (Vieux-Poitiers) i due fratelli si divisero le prede e gli ostaggi.
Nell'autunno di quell'anno, passato il Reno, Carlomanno e Pipino devastarono l'Alemannia, arrivando sino al Danubio dove gli Alemanni, guidati da Teobaldo, figlio del duca Gotfrido, vedendosi battuti si arresero e, consegnando ostaggi e offrendo doni, chiesero la pace.
Nel 743, il duca di Baviera Odilone, che l'anno prima aveva costretto la sorella di Carlomanno e Pipino, Iltrude, a sposarlo contro la volontà dei fratelli (secondo l'Ex Chronico Sigeberti monachi l'aveva rapita), si ribellò all'autorità dei Franchi, costringendo così Carlomanno e Pipino a radunare l'esercito per attaccare la Baviera. Si accamparono sulle rive del fiume Lech, mentre sulla sponda opposta si erano radunati non solo Bavari ma anche Sassoni, Svevi e Alemanni. Non potendo attraversare il fiume in quel punto, dopo alcuni giorni Carlomanno, dopo aver diviso in due gruppi l'esercito, attraversò il Lech di notte, in zone paludose e disabitate. Piombando inaspettatamente sugli avversari, i Franchi li sconfissero, mentre Odilone e Teodorico, duca dei Sassoni, fuggirono oltre il fiume Inn. I Franchi fecero molti prigionieri tra cui il messo del papa, Sergio, che li convinse a ritornare in patria.
In quello stesso anno Carlomanno conquistò il castello di Hoohseoburg (l'attuale Seeburg, vicino a Eisleben), sconfisse i Sassoni guidati dal duca Teodorico e li costrinse alla pace.

Sempre nel 743, Unaldo, il duca di Aquitania, attraversò la Loira e conquistò e bruciò Carnotis, l'attuale Chartres. Nel 744, Carlomanno e Pipino, memori dell'ingiuria di Unaldo, reagirono, passarono la Loira e posero il campo in Aquitania.
Unaldo, vedendo che non poteva resistere ai suoi avversari, decise di abdicare.
Poi, sempre nel 744, Carlomanno e Pipino intervennero con l'esercito a domare la ribellione in Sassonia e, dopo aver catturato il duca Teodorico un'altra volta, secondo l'anonimo continuatore del cronista Fredegario, avendo fatto un gran numero di prigionieri e constatato che erano di stirpe simile agli abitanti del suo regno, Carlomanno li acquisì come sudditi e molti di essi si convertirono alla fede cristiana e chiesero di essere battezzati.
Sempre in quell'anno Carlomanno e Pipino intervennero in Baviera e dopo averlo sconfitto Carlomanno fece la pace con Odilone.
Nel 745, si ribellarono ancora una volta i Vasconi, per cui l'esercito dei Franchi fu radunato sulle sponde della Loira. Spaventati di ciò i Vasconi chiesero la pace.
Nel 745, Teobaldo, figlio di Gotfrido, duca degli Alemanni, si ribellò, ma fu sconfitto da suo fratello, Pipino.
Nel 746, riprese la ribellione degli Alemanni; Carlomanno e Pipino li combatterono. Carlomanno si scagliò contro di loro facendone strage, soprattutto a Candistat (oggi Cannstatt, quartiere di Stoccarda).
Dopo tante battaglie, Carlomanno confessò a Pipino che voleva lasciare la vita secolare e, nel 747, non mossero l'esercito, ma si prepararono per facilitare la via scelta da Carlomanno; rinunciò al potere, che consegnò nelle mani del fratello Pipino, lasciandogli anche la tutela di suo figlio Drogone, si recò a Roma con diversi suoi ministri e con molti doni, dove si incontrò con il papa Zaccaria, si fece tonsurare e divenne monaco, ricevendo l'abito monacale dallo stesso papa.
Secondo alcuni storici, suffragati dall'Annalium Petavianorum continuatio, Carlomanno si ritirò in convento per espiare le colpe dei massacri compiuti nelle varie battaglie combattute, specialmente contro gli Alemanni(vedi strage di Canstatt del 746). Altri sostengono che Pipino il Breve, con la complicità del papa, abbia agevolato questa decisione del fratello Carlomanno.
In quello stesso anno Pipino liberò il fratellastro Grifone dalla prigione in cui l'aveva rinchiuso Carlomanno e lo accolse nel suo palazzo dandogli una contea e diverse rendite. Ma, nel 748, mentre Pipino era a Duria (l'attuale Düren), Grifone, lasciata la casa di Pipino, con molti giovani nobili si recò in Sassonia.
Pipino allora lo inseguì e, attraversata la Turingia, arrivò in Sassonia e occupò la città di confine di Skahningi (l'attuale Schöningen), dove in aiuto di Pipino erano arrivati gli Svevi e dove molti Sassoni furono catturati e molti di loro furono convertiti nella fede cristiana. Inoltre a Hocsemburgh (l'attuale Süpplingenburg) il perfido duca Teodorico fu catturato da Pipino per la terza volta. Continuando ad avanzare, Pipino arrivò sulla riva del fiume Obacra (l'attuale Oker), mentre Grifone con i Sassoni erano attestati sulla sponda opposta del fiume Obacra, vicino alla città di Orhaim (l'attuale Ohrum). Durante la notte, pensando di essere più deboli, i Sassoni abbandonarono le posizioni e così Pipino facilmente distrusse le loro fortificazioni. Sempre in quell'anno, Grifone pensando che i Sassoni fossero troppo deboli per poterlo difendere e non fidandosi del fratellastro, si rifugiò in Bavaria, dove suo zio, il fratello di sua madre, il duca di Baviera, Odilone I era morto.
Grifone in Baviera fu ben accolto dalla sorellastra, Iltrude, la vedova di Odilone, reggente per conto del figlioletto, il nuovo duca Tassilone III. Grifone, avanzando delle pretese dinastiche (in quanto figlio di una principessa di Baviera, Swanachilde), usurpò il trono a Tassilone III, bambino di 7 anni, e con l'aiuto di Lanfredo soggiogò i Bavari. Saputo ciò, Pipino si recò in Baviera e, catturati Grifone e Lanfredo, li portò con sé dopo aver riconfermato sul trono ducale il nipote Tassilone. Pipino perdonò tutti i giovani che avevano seguito Grifone, che, nel 750, ricevette dodici contee in Neustria, tra cui Le Mans.
Nel 748, i Sassoni, come era loro costume, non avevano mantenuto fede ai giuramenti fatti, per cui Pipino fu obbligato a intervenire, con l'aiuto dei Frisoni. Dopo che molti di essi erano già stati trucidati o presi prigionieri e le loro terre bruciate, i Sassoni, colti da timore, chiesero la pace, promettendo di essere tributari. Vedendo, inoltre, che non potevano contrastare i Franchi, destituiti i propri comandanti, si convertirono alla fede Cristiana. Poi però per effetto della pressione dei Bavari, abiurarono la loro fede e non mantennero la parola data, per cui, nel 749, Pipino rientrò con l'esercito in Sassonia e i Sassoni si ritirano con mogli e figli oltre il fiume Inn. Pipino allora si accampò sulle sponde del fiume per prepararsi ad attraversarlo con delle imbarcazioni. I Bavari, valutando di non poter intervenire in aiuto ai Sassoni, inviarono doni e accettarono di essere sudditi di Pipino, che accettò e fece ritorno in patria e per due anni regnò la pace.

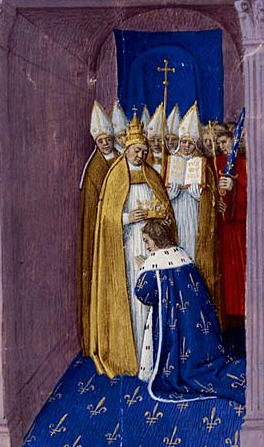
Incoronazione di Pipino III secondo il pittore e miniaturista Jean Fouquet (XV secolo).

Verso il 750, Pipino, su richiesta del fratello monaco Carlomanno e della Santa Sede, incaricò il fratellastro, Remigio, di recarsi a Saint-Benoît-sur-Loire, nei pressi di Orléans, per richiedere all'abate dell'Abbazia di Fleury la restituzione delle ossa di san Benedetto all'Abbazia di Montecassino.
In questo contesto di pace, Pipino, nel 751, inviò al papa Zaccaria delle lettere e, all'insaputa del suo re, ma con il beneplacito di tutti i Franchi, inviò una delegazione a Roma, guidata da san Burcardo, vescovo di Würzburg e di Fulrado, abate di Saint-Denis, chiedendogli se il titolo di re appartenesse a chi esercitava il potere o a chi era di sangue reale. Il papa rispose che doveva essere re colui che veramente esercitava il potere.
Childerico III allora fu deposto e, per ordine del successore di Zaccaria, Stefano II, fu rasato e, nel 752, fu condotto in monastero e tonsurato, mentre Pipino il Breve, con la regina Berta, fu unto e incoronato, a Soissons, re dei Franchi, da Bonifacio, vescovo di Magonza.
Pipino diventò così il primo re dei Franchi carolingi, per prima cosa secondo le tradizioni del suo popolo e in seguito per la Chiesa di Roma.

### Re di tutti i Franchi
Fu cruciale per la storia europea l'atto, giuridicamente illegittimo, dell'incoronazione regale con legittimazione papale (fino ad allora i re erano stati solo benedetti dal papa, mentre lo status giuridico a regnare doveva provenire dall'unico erede dell'Impero romano, il sovrano bizantino). Pipino stava usurpando un titolo di sovrano "sacrale" verso i Germani mentre il papa si stava arrogando un potere di legittimazione che non aveva fondamento giuridico definito. In pratica, però, la sacralità del papa compensò la fine della sacralità della dinastia merovingia, inoltre la presenza di un imperatore "eretico" (iconoclasta) come Leone III sul trono di Bisanzio causava un vuoto di potere che il papa aveva già manifestato di volersi arrogare (nacque proprio in quegli anni il documento apocrifo della Donazione di Costantino).
Nel 752, la popolazione Gota della Settimania si ribellò ai Saraceni, che da diversi anni avevano occupato la regione, e chiamò in aiuto Pipino, che alla fine della campagna aveva ricevuto dai Goti le città di Nemauso (l'attuale Nîmes), Magdalona (l'attuale Maguelonne), Agate (l'attuale Agde) e Beterris (l'attuale Béziers).
Quando Pipino, nel novembre del 751, era stato eletto re dei Franchi, il suo fratellastro Grifone si ribellò ancora e, per riprendere la lotta, decise di recarsi in Vasconia presso il duca di Aquitania, Waifer.
Allora Pipino mandò i suoi legati a Waifer affinché gli fosse restituito il fratello.
Grifone, considerando che il fratellastro avrebbe potuto condizionare Waifer, pensò di raggiungere l'Italia per rifugiarsi dal re dei Longobardi, Astolfo. Arrivato, nel 753, nella zona di Maurienne, fu intercettato da diversi Franchi, fedeli a Pipino, e in combattimento trovò la morte sulle sponde del fiume Arbore (l'attuale Arvan).
In quel periodo, Pipino aveva sconfitto i Sassoni e, mentre rientrava e si trovava a Bonna (l'attuale Bonn), venne raggiunto da messaggeri dalla Burgundia che gli dissero che il suo fratellastro Grifone era stato ucciso presso Maurienne.
Pipino riuscì da allora a regnare in pace.
Nel 754, Pipino, che risiedeva in riva alla Mosella, fu informato che il papa Stefano II era partito da Roma con un grande seguito e molti doni e che aveva già attraversato il Gran san Bernardo, un'azione del tutto inedita per i vescovi di Roma. Pipino, con il figlio Carlo, gli si fece incontro sino al ponte, Pons Sancti Hugonis, sul fiume Isère, vicino a La Chapelle-du-Bard.
Il papa, giunto alla presenza del re, richiese il suo aiuto contro i Longobardi e il loro re Astolfo per liberare i Romani dai soprusi che stavano subendo. Poi Pipino condusse il papa e la sua delegazione a Parigi, dove venne alloggiato a san Dionigi. Quindi inviò degli ambasciatori al re Astolfo per fargli cessare le angherie contro il papa.
Il 28 giugno il papa Stefano II unse Pipino confermandolo re dei Franchi e unse anche i suoi figli, Carlo e Carlomanno, nominandoli patrizi romani (cioè difensori militari dei territori appartenenti alla Chiesa di Roma).
In quello stesso periodo, si era recato in Francia anche suo fratello, Carlomanno, per ordine del suo abate; fu inviato in Francia, in concomitanza al viaggio in Francia del papa Stefano II, per una missione di pace, consistente nel convincere il fratello Pipino a non invadere l'Italia (secondo gli Annales Mettenses su richiesta del re Astolfo).
Ma, a conclusione della infruttuosa missione, si ammalò e rimase nella città di Vienne, assistito dalla regina Bertrada, per molti giorni e morì in pace nel 754.

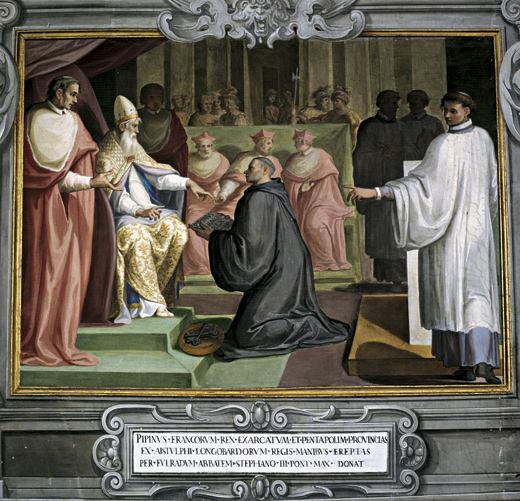
La donazione di Pipino III al papa Stefano II, avvenuta a Quierzy, nel 754.

Dato che Pipino non riusciva a ottenere ciò che aveva chiesto ai Longobardi e Astolfo continuava ad agire come prima, nel 755 fu presa la decisione di fare la guerra ai Longobardi al fianco del papa Stefano II, per cui venne radunato un nutrito esercito. Re Astolfo, venuto a conoscenza di ciò, si portò con l'esercito alle chiuse di Susa. Allora Pipino fece passare una parte dell'esercito attraverso i monti. Giunto a Susa, Astolfo lo attaccò. Durante la battaglia Astolfo fu ferito; abbandonò i suoi e fuggì a Pavia con pochi seguaci. Pipino allora mise a ferro e fuoco tutta la regione e lo inseguì fino a Pavia, dove pose il campo e si preparò all'assedio. Astolfo, ritenendo di non poter sfuggire all'assedio, chiese la pace, promettendo di rispettare le richieste del papa. Pipino, clemente, accettò le offerte lasciando in vita Astolfo. Poi, avendo ricevuto un invito dal papa, che nel frattempo era rientrato presso la Santa Sede, si recò a Roma, portando con sé innumerevoli doni. Infine, ricevuti quaranta ostaggi da Astolfo, rientrò nel suo regno.
Ma Astolfo non tenne fede alle promesse e, in quello stesso anno, si diresse verso Roma, devastando e bruciando le terre del Patrimonio di San Pietro. Pipino, nel 756, attraversò nuovamente le Alpi al valico del Moncenisio (seconda spedizione di Pipino contro Astolfo). I Longobardi, lasciata Roma, si erano portati alle chiuse dei valichi alpini, dove furono sconfitti dai Franchi (aprile 756). Poi, con il nipote Tassilone III di Baviera, Pipino devastando la regione li inseguì sino a Pavia, che fu messa sotto assedio. Astolfo allora chiese di nuovo la pace promettendo, oltre a un tributo annuo al re dei Franchi, di non attaccare più la sede apostolica e di restituire i territori contesi al papato: le terre bizantine dell'Esarcato di Ravenna e della Pentapoli (si tratta della vasta area che va dal fiume Panaro fino ad Ancona). I territori, che erano finiti sotto il potere dei re Longobardi, a partire da Liutprando, furono consegnati all'inviato di Pipino, l'abate Fulrado. In base agli accordi presi nel 754 con il papa Stefano II (Promissio Carisiaca), Pipino donò le terre conquistate alla Sede Apostolica.
Sempre nel 756 Astolfo, durante una partita di caccia, colpito da un ramo di un albero, fu sbalzato da cavallo e morì. Fu eletto re dei Longobardi Desiderio, con il consenso di Pipino.
Nel 757 Pipino, in segno di amicizia, scambiò, tramite ambasciatori, doni con l'imperatore bizantino, Costantino V.
In quello stesso anno, Tassilone III, duca di Baviera, con un seguito di notabili che controfirmarono, giurò fedeltà a Pipino e ai suoi due figli, Carlo e Carlomanno
Nel 758, Pipino si recò in Sassonia e, a Sitnia (l'odierna Sythen), fece strage di Sassoni, domando la loro volontà di resistenza per parecchi anni.
Nel 759, dopo un lungo assedio iniziato dallo stesso Pipino, la città di Narbona, caduta quarant'anni prima in mano musulmana, fu definitivamente conquistata dai Franchi.

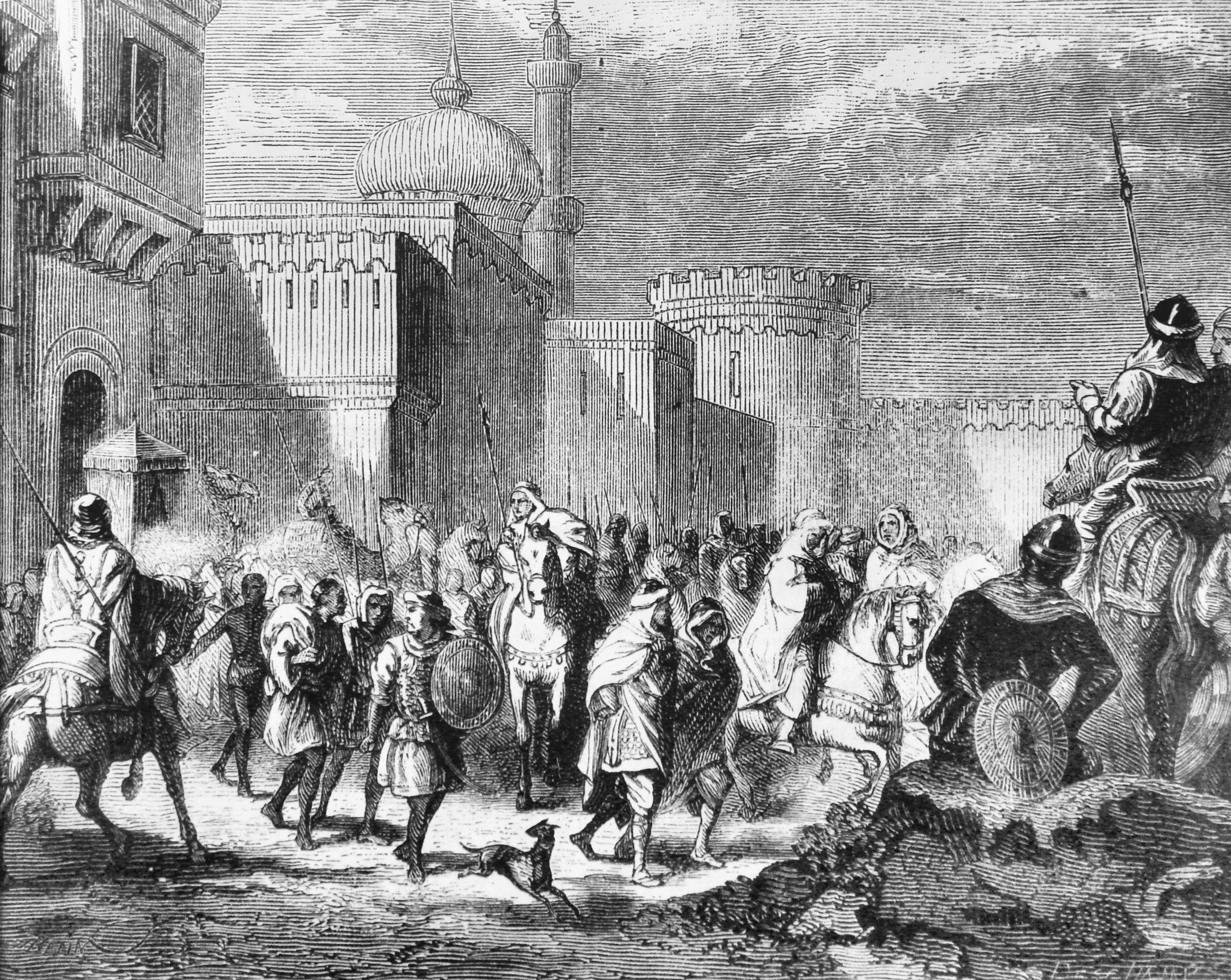
I musulmani consegnano Narbona a Pipino il Breve, nel 759, dopo 40 anni di occupazione.

Tra il 759 e il 760 Pipino, dato che Waifer dava rifugio ai Franchi che si erano ribellati e non trattava con correttezza alcune questioni ecclesiastiche di competenza della chiesa francese, rivolse le sue attenzioni all'Aquitania. Passata la Loira nelle vicinanze di Autisioderum (l'attuale Auxerre), bruciando e devastando, arrivò nell'Arvernico (l'attuale Alvernia). Allora Waifer, inviò due ambasciatori, consegnò due ostaggi e, accettando le condizioni poste da Pipino, ottenne la pace.
Nel 761 Waifer, per vendicarsi, entrò in Burgundia con le sue truppe e portando devastazione arrivò sino a Cavalonum (l'attuale Chalon-sur-Saône), per poi ritirarsi. Pipino reagì immediatamente e, devastando l'Aquitania, arrivò a Claremonte (l'attuale Clermont-Ferrand), dove uomini ,donne e bambini perirono nell'incendio della città. Dopo continuò e, assieme al figlio Carlo, occupò molti altri castelli in Alvernia.
Pipino ritornò l'anno seguente e pose l'assedio a Bituricam (l'attuale Bourges) e la conquistò, permettendo a tutti i difensori inviati da Waifer che erano stati catturati di tornare alle proprie terre, mentre Bitorica ricostruita venne occupata dai franchi.
Negli anni 763 e 764, la guerra contro l'Aquitania continuò, anche se con minore intensità, in quanto Pipino temeva il tradimento del nipote, duca dei Bavari, Tassilone III, per cui non mosse il suo esercito.
Negli anni 765 e 766, Pipino invase l'Aquitania e si impadronì di parecchie città, Pectavis (l'attuale Poitiers), Lemodicas (l'attuale Limoges), Santonis (l'attuale Saintes), Equolisma (l'attuale Angoulême), di cui distrusse le mura. Devastò tutta la zona coltivata a vite e, passata la Garonna, affrontato da Waifer con un grande esercito di Vasconi, lo sconfisse e molti Vasconi furono uccisi. Waifer, con pochi altri, riuscì a fuggire e inviò dei legati a Pipino che promisero sottomissione, ma questa volta le sue offerte non furono prese in considerazione. Nel 766, dopo che Pipino aveva posto una guarnigione franca a Bitorica, l'Aquitania, benché devastata, poteva considerarsi una provincia del regno dei Franchi.
Nel 767, Pipino si recò in Aquitania con la regina Bertrada con l'intenzione di catturare Waifer, che nel frattempo si era riappropriato di una parte del suo ducato.
Pipino continuò nella conquista del ducato e tra le altre città e castelli, conquistò Tolosa.
Nel 768, Waifer, con pochi seguaci, cercò di insidiare ancora Pipino, che era in Aquitania con la regina e i due figli, Carlo e Carlomanno, con sé. Waifer venne sconfitto e messo in fuga. Pipino divise l'esercito in 4 gruppi e lo fece inseguire, finché fu catturato e ucciso.
Finalmente, padrone di tutta l'Aquitania, Pipino fece rientro a Saintes, dove lo attendeva la regina, Bertrada.

### La morte e la successione

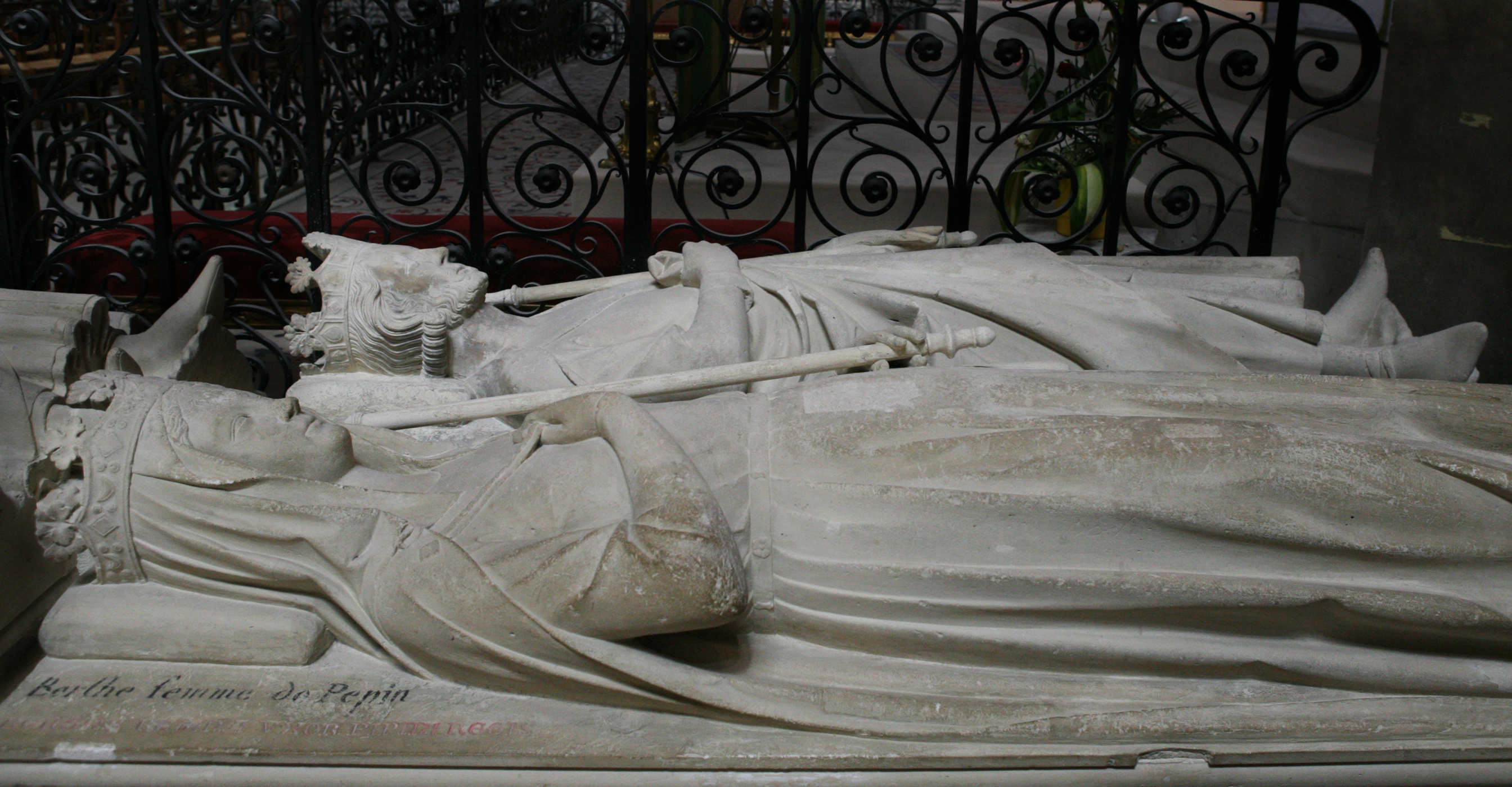
Basilica di Saint-Denis, tomba di Pipino e Bertrade de Laon.

Poco tempo dopo, Pipino fu colto da febbre e si ammalò. Allora si recò a Toronis (l'attuale Tours), presso il monastero di San Martino confessore, dove elargì elemosine e pregò per la sua salute. Da qui poi, con moglie e figli, si trasferì a Parigi a Saint-Denis, dove, constatato che la sua vita era giunta al termine, con il consenso dei notabili e dei vescovi dei Franchi, divise il regno tra i figli: a Carlo, il maggiore, andarono l'Austrasia e a Carlomanno La Burgundia, la Provenza, la Gotia, l'Alsazia e L'Alemannia, mentre l'Aquitania appena conquistata la divise tra i due, Carlo ebbe l'Austrasia, gran parte della Neustria e la metà nord-occidentale dell'Aquitania (ossia il nord e l'Occidente della Francia più la bassa valle del Reno); Carlomanno ebbe la Borgogna, la Provenza, la Gotia, l'Alsazia, l'Alamagna, e la parte sud-orientale dell'Aquitania (cioè il sud e l'Oriente della Francia più l'alta valle del Reno).
Dopo pochi giorni, colpito da forti dolori, morì dopo 25 anni di regno, il 24 settembre.
I figli lo seppellirono a Saint-Denis, come lo stesso Pipino aveva voluto. La sua tomba venne profanata più di un millennio dopo con la profanazione delle tombe della basilica di Saint-Denis durante la rivoluzione francese.
I figli Carlo e Carlomanno furono unti e incoronati re nello stesso giorno di ottobre, rispettivamente a Noviomem (l'attuale Soissons) e a Saxonis (l'attuale Samoussy).
La benevolenza del papato e l'energia dei nuovi sovrani cancellarono presto dalla memoria collettiva qualsiasi ricordo di usurpazione. Da allora, l'esistenza, nel centro dell'Italia, di un solido e ben difeso territorio della Chiesa (il Patrimonio di San Pietro) rese impossibile ogni successivo progetto di unificazione della penisola.

## Riforma monetaria
Con Pipino il Breve fu avviata la cosiddetta "riforma monetaria carolingia", che riguardò anche il sistema delle zecche. La monetazione carolingia fissò i seguenti valori: 1 libbra = 20 soldi = 240 denari.

## Discendenza
Pipino sposò nel 744 Bertrada di Laon, da cui ebbe:
- Carlo Magno (742[1] o 748[2] - 814), re dei Franchi e imperatore;
- Carlomanno I (751 - 771), re dei Franchi;
- Gisella (757 - 810), badessa di Chelles;
- Pipino (758[60] o 759[89]-761);
- Rotaide;
- Adelaide;
- altre due figlie di cui non si conoscono i nomi.

## Ascendenza
|                        |            |                       | Genitori         |  |  | Nonni |  |  | Bisnonni |  |  | Trisnonni       |  |
|                        |            |                       |                  |  |  |       |  |  | Ansegiso |  |  | Arnolfo di Metz |  |
|                        |            |                       |                  |  |  |       |  |  | Ansegiso |  |  | Arnolfo di Metz |  |
|                        |            | Doda di Metz          |                  |  |  |       |  |  | Ansegiso |  |  |                 |  |
| Pipino di Herstal      |            |                       |                  |  |  |       |  |  | Ansegiso |  |  |                 |  |
|                        |            | Begga di Andenne      | Pipino di Landen |  |  |       |  |  |          |  |  |                 |  |
|                        |            | Begga di Andenne      | Pipino di Landen |  |  |       |  |  |          |  |  |                 |  |
|                        |            | Begga di Andenne      | Itta di Nivelles |  |  |       |  |  |          |  |  |                 |  |
| Carlo Martello         |            | Begga di Andenne      |                  |  |  |       |  |  |          |  |  |                 |  |
|                        |            | ?                     | …                |  |  |       |  |  |          |  |  |                 |  |
|                        |            | ?                     | …                |  |  |       |  |  |          |  |  |                 |  |
|                        |            | ?                     | …                |  |  |       |  |  |          |  |  |                 |  |
| Alpaïde di Bruyères    |            | ?                     |                  |  |  |       |  |  |          |  |  |                 |  |
|                        |            | ?                     | …                |  |  |       |  |  |          |  |  |                 |  |
|                        |            | ?                     | …                |  |  |       |  |  |          |  |  |                 |  |
|                        |            | ?                     | …                |  |  |       |  |  |          |  |  |                 |  |
| Pipino il Breve        |            | ?                     |                  |  |  |       |  |  |          |  |  |                 |  |
|                        | Crodoberto | Lamberto I di Hesbaye |                  |  |  |       |  |  |          |  |  |                 |  |
|                        | Crodoberto | Lamberto I di Hesbaye |                  |  |  |       |  |  |          |  |  |                 |  |
|                        | Crodoberto | Chrotlind             |                  |  |  |       |  |  |          |  |  |                 |  |
| Lamberto II di Hesbaye | Crodoberto |                       |                  |  |  |       |  |  |          |  |  |                 |  |
|                        |            | Théodrade (Théoda)?   | …                |  |  |       |  |  |          |  |  |                 |  |
|                        |            | Théodrade (Théoda)?   | …                |  |  |       |  |  |          |  |  |                 |  |
|                        |            | Théodrade (Théoda)?   | …                |  |  |       |  |  |          |  |  |                 |  |
| Rotrude di Treviri     |            | Théodrade (Théoda)?   |                  |  |  |       |  |  |          |  |  |                 |  |
|                        |            | Teodorico III         | Clodoveo II      |  |  |       |  |  |          |  |  |                 |  |
|                        |            | Teodorico III         | Clodoveo II      |  |  |       |  |  |          |  |  |                 |  |
|                        |            | Teodorico III         | Batilde          |  |  |       |  |  |          |  |  |                 |  |
| Clotilde               |            | Teodorico III         |                  |  |  |       |  |  |          |  |  |                 |  |
|                        |            | Clotilde (Doda)       | …                |  |  |       |  |  |          |  |  |                 |  |
|                        |            | Clotilde (Doda)       | …                |  |  |       |  |  |          |  |  |                 |  |
|                        |            | Clotilde (Doda)       | …                |  |  |       |  |  |          |  |  |                 |  |
|                        |            | Clotilde (Doda)       |                  |  |  |       |  |  |          |  |  |                 |  |

### Annotazioni
1. ↑  Sull'aspetto fisico del re non si hanno informazioni. Molto probabilmente la leggenda medioevale che lo fece definire il breve è senza fondamento.
2. ↑  Le ossa di san Benedetto erano state trasferite dall'Abbazia di Montecassino all'Abbazia di Fleury, circa un secolo prima, quando i Longobardi, minacciavano di saccheggiare l'abbazia.
3. ↑  L'"unzione" regale con uno speciale olio benedetto, un atto estraneo al mondo germanico o romano, che si rifaceva direttamente all'unzione dei Re di Israele presente nella Bibbia. In quel periodo nacque probabilmente per analogia anche la leggenda dell'unzione di re Clodoveo con un olio benedetto portato miracolosamente da una colomba all'arcivescovo di Reims san Remigio per volere dello Spirito Santo. La nuova sacralità arrogata dai carolingi era "più alta" della tradizionale sacralità con risvolti pagani arrogata dai merovingi.
4. ↑  La fine del regno dei merovingi fu marcata, secondo la tradizione franca dei "re capelluti", dalla rasatura che venne imposta a Childerico.
5. ↑  La disponibilità del papa, fu dovuta anche al fatto che, proprio in quegli anni, era in cerca di alleati contro la minacciosa espansione dei Longobardi verso Roma.
6. ↑  Più ancora che la donazione di Sutri, questo fu il vero inizio di uno Stato della Chiesa.
7. ↑  Sythen è un paese nella regione di Münster in Renania Settentrionale-Vestfalia

### Fonti primarie
- (LA) Fredegario, FREDEGARII SCHOLASTICI CHRONICUM CUM SUIS CONTINUATORIBUS, SIVE APPENDIX AD SANCTI GREGORII EPISCOPI TURONENSIS HISTORIAM FRANCORUM, su thelatinlibrary.com.
- (LA) Annales Xantenses.
- (LA) Annales Mettenses Priores.
- (LA) Annales Marbacenses.
- (LA) Monumenta Germanica Historica, tomus primus (archiviato dall'url originale l'11 marzo 2016).
- (LA) Martin Bouquet e Jean Baptiste Haudiquier et al. (a cura di), Rerum Gallicarum et Francicarum Scriptores. Tomus tertius, Aux dépens des librairies, 1741.
- (LA) Annales Regni Francorum, su thelatinlibrary.com.

### Letteratura storiografica
- Christian Pfister, La Gallia sotto i Franchi merovingi. Vicende storiche, in Storia del mondo medievale - Vol. I, Cambridge, Cambridge University Press, 1978,  pp. 688-711.
- G.L. Burr, La rivoluzione carolingia e l'intervento franco in italia, in Storia del mondo medievale - Vol. II, Cambridge, Cambridge University Press, 1979,  pp. 336-357.
- Gerhard Seeliger, Conquiste e incoronazione a imperatore di Carlomagno, in Storia del mondo medievale - Vol. II, Cambridge, Cambridge University Press, 1979,  pp. 358-396.
- Franco Cardini e Marina Montesano, Storia medievale, Firenze, Le Monnier Università, 2006. ISBN 8800204740